# مارتینیانوس
مارتینیانوس یا مارتینیان با نام کامل سکستوس مارسیوس مارتینیانوس (به لاتین: Sextus Marcius Martinianus) (د. ۳۲۵ میلادی) برای مدت کوتاهی امپراتور روم به‌طور مشترک با لیسینیوس از ژوئیه تا سپتامبر ۳۲۴ میلادی بود.

## زندگی‌نامه
مارتینیانوس در ابتدا مقام «ریاست دفاتر» را در حکومت لیسینیوس، امپراتور روم خاوری برعهده داشت. پس از آنکه لیسینیوس در ۳ ژوئیه ۳۲۴ میلادی در نبرد ادیرنه از کنستانتین، امپراتور روم باختری شکست خورد، مارتینیانوس را با اعطای عنوان آگوستوس به امپراتوری مشترک با خود رساند. او سپس مارتینیانوس را همراه با ارتشی به لامپساکوس (در ساحل آسیایی داردانل) فرستاد تا مانع عبور ارتش کنستانتین از تراکیه به میسیا و بیثینیا در آسیای صغیر شود. نبردی دریایی موسوم به نبرد هلسپونت بین دو سپاه درگرفت و کریسپوس، پسر بزرگ کنستانتین موفق شد تا ناوگان لیسینیوس را در هم شکسته و مارتینیانوس را شکست دهد. به‌دنبال این شکست لیسینیوس نیروهای خود را از بیزانتیوم که به محاصرهٔ کنستانتین درآمده بود عقب کشید و به‌سوی کلسیدون در ساحل آسیایی بسفر عقب‌نشینی کرد. کنستانتین سپس با استفاده از ناوگانی سبک برای گریز از حملهٔ احتمالی مارتینیانوس توانست وارد آسیای صغیر شود. لیسینیوس برای تقویت نیروهایش در لامپساکوس به مارتینیانوس پیوست اما طی نبرد کریسوپولیس در ۱۸ سپتامبر ۳۲۴ میلادی از کسنتانتین شکست خورد و همراه با مارتینیانوس به اسارت او درآمد.
هر دو امپراتور شکست‌خورده به فرمان کنستانتین تبعید و زندانی شدند. لیسینیوس به تسالونیکا فرستاده شد و تحت بازداشت خانگی قرار گرفت و مارتینیانوس نیز در کاپادوکیه زندانی شد. اما یک سال بعد در ۳۲۵ هر دو نفر آنها به دستور کنستانتین اعدام شدند.